# Verkehrsdichte

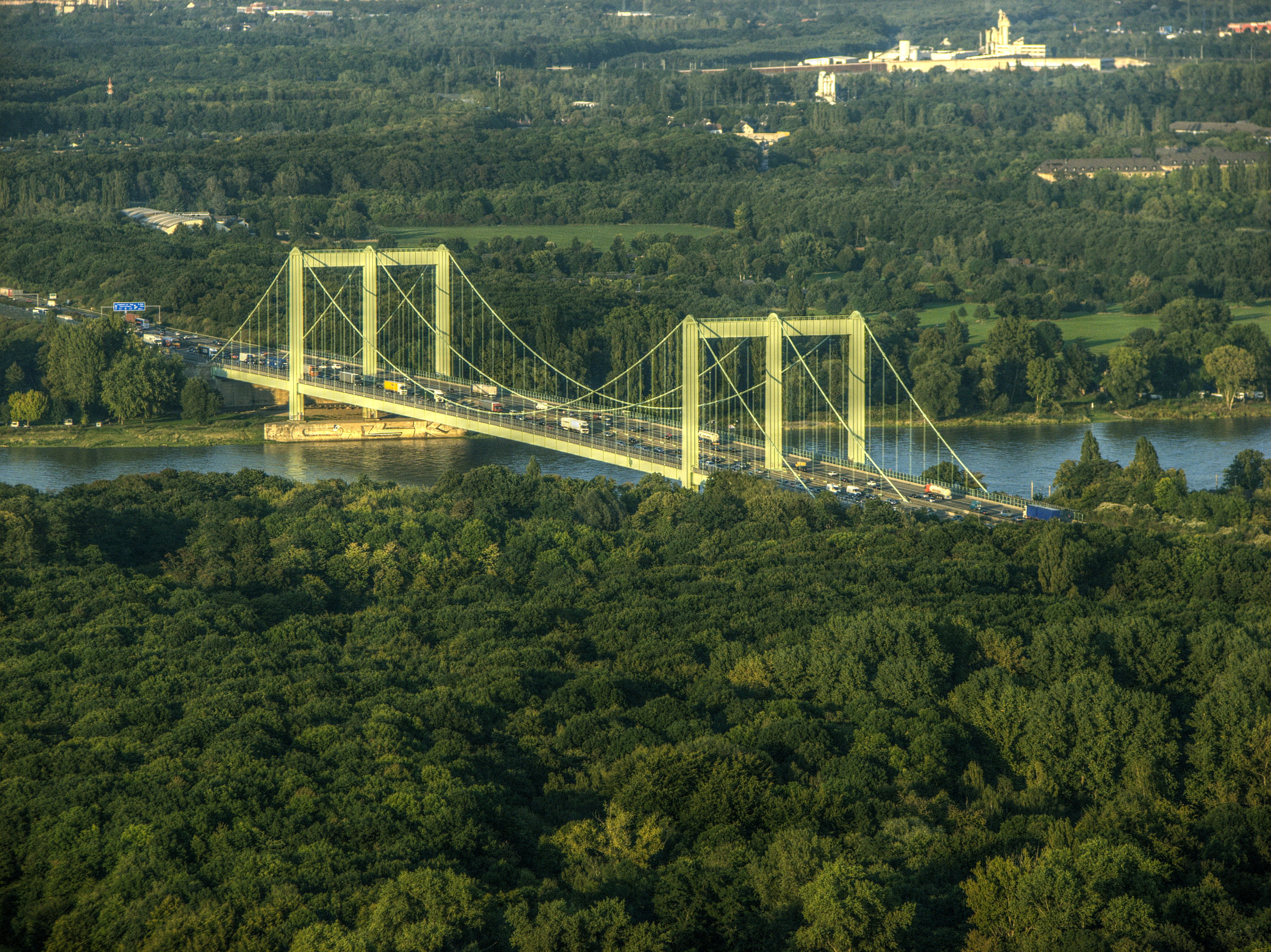
Eine hohe Verkehrsdichte gibt es oft bei Engpässen wie der Rheinbrücke Köln-Rodenkirchen

Die Verkehrsdichte ist im Verkehrswesen die Anzahl der Verkehrselemente eines Verkehrsstromes in einem Verkehrsraum pro Kilometer Wegstrecke zu einem bestimmten Zeitpunkt.

## Allgemeines
Verkehrsdichte ist der zahlenmäßige Ausdruck für die Intensität des Verkehrs, dargestellt durch die Anzahl der Fahrzeuge (Kraftfahrzeuge, Eisenbahnen, Schiffe, Flugzeuge) und bezogen auf einen Verkehrsweg (Straßen, Schienen, Wasserstraßen, Luftstraßen) oder die Staatsfläche. Die Verkehrsdichte gibt an, wie viele Fahrzeuge sich auf einem vorher definierten Streckenabschnitt zu einem bestimmten Zeitpunkt befinden.
Es handelt sich um eine Kennzahl, die der Verkehrsplanung zur Beurteilung von Qualität, Leistungsfähigkeit und Sicherheit eines Verkehrsablaufs im Verkehrsnetz dient. Zusammen mit anderen Kenngrößen wie Verkehrsstärke oder Geschwindigkeit lässt sich ein Fundamentaldiagramm des Verkehrsflusses erstellen. 

## Netzwerkökonomie
Die Verkehrsdichte wird auch in der Netzwerkökonomie thematisiert, weil es Straßennetze, Schienennetze, Wasserstraßennetze und Luftstraßennetze gibt, die wie ein Netzwerk funktionieren. Auch bei Fußgängern kann die Verkehrsdichte durch die Passantenfrequenz in Fußgängerzonen und Einkaufsstraßen gemessen werden. Der Verkehrsstau und der Verkehrsunfall sind im Sinne der Netzwerkökonomie eine Netzstörung.
Ökonomische Verkehrsdichte
Bis zur Kapazitätsgrenze führt die Zunahme der Fahrzeuge auf einem Streckenabschnitt zu einem erhöhten Verkehrsfluss. Kapazität ist dabei die „größte Verkehrsstärke, die ein Verkehrsstrom bei gegebener entwurfstechnischer Gestaltung und Verkehrssteuerung, trockener Fahrbahn und Helligkeit in einem Zeitintervall an einem Querschnitt erreichen kann“. Die Verkehrsstärke und Verkehrsdichte sind also abhängig von äußeren Einflüssen wie Trockenheit und Helligkeit. Die Verkehrsdichte steigt weiter an, die Verkehrsstärke nimmt aufgrund der verminderten Fahrgeschwindigkeit der Fahrzeuge ab. Die Verkehrsstärke {\displaystyle q} ergibt sich als Produkt aus Geschwindigkeit {\displaystyle v} und Verkehrsdichte {\displaystyle k}:
{\displaystyle q=v\cdot k}.
Bei hohen Geschwindigkeiten sind Verkehrsstärke und Verkehrsdichte gering, die gleiche Verkehrsstärke tritt bei hohen Geschwindigkeiten und niedriger Verkehrsdichte oder umgekehrt auf. Mit zunehmender Verkehrsdichte steigt die Wahrscheinlichkeit von Verkehrsstaus und Verkehrsunfällen.
In zentral gesteuerten Netzwerken (vor allem Schienennetz, Luftstraßennetz) werden Verkehrsdichten jenseits der Kapazitätsgrenze nicht zugelassen. Dagegen kann im Straßenverkehr – abhängig von der Tageszeit (Hauptverkehrszeit), Jahreszeit oder geografischen Lage (Ballungsraum) – die Kapazitätsgrenze überschritten werden (Verkehrsinfarkt). Die Verringerung der Geschwindigkeit aufgrund der größeren Verkehrsdichte wirkt sich auf den Verkehrsfluss weniger stark aus als die Erhöhung des Verkehrsflusses durch die weitere Zunahme von Fahrzeugen. Bei der maximalen Verkehrsdichte ist der Verkehrsfluss „Null“, der Verkehr kommt zum Erliegen.
Verkehrsfluss
Im Hinblick auf den Verkehrsfluss gibt es drei Abstufungen:
- Beim freien Verkehrsfluss bewegen sich Fahrzeuge bei niedriger Verkehrsdichte unabhängig und unbeeinflusst voneinander mit hoher Geschwindigkeit.
- Beim synchronisierten Verkehrsfluss ist die Verkehrsdichte höher, und der zeitliche Abstand zwischen zwei Fahrzeugen hintereinander (Zeitlücke) wird geringer. Die Zeitlücke ist so klein, dass die Fahrzeuge ihre Geschwindigkeit aus Sicherheitsgründen drosseln müssen.
- Beim Stop-and-Go hat die Verkehrsdichte so weit zugenommen, dass es zum Stillstand der Fahrzeuge kommt, wodurch der Verkehrsfluss auf „Null“ sinkt.

Die drei Verkehrsgrößen Verkehrsdichte, Verkehrsfluss und mittlere Geschwindigkeit werden in makroskopischen Verkehrsmodellen als Strömungsgröße betrachtet.
Ist ein Überholvorgang vorgesehen (im Straßenverkehr insbesondere auf Autobahnen, im Schienenverkehr nur bei getrennten Fahrplantrassen für den Nah- und Fernverkehr oder durch Überholbahnhöfe), kann hierdurch die Verkehrsdichte verringert werden.
Externe Effekte
Wird der Nutzen eines Verkehrsteilnehmers durch einen anderen Verkehrsteilnehmer eingeschränkt, ohne dass letzterer die Auswirkungen bedenkt, liegt ein negativer externer Effekt vor. Der Verkehrsstau ist ein solcher externer Effekt, weil ein Verkehrsteilnehmer seine Entscheidung zur Benutzung einer Straße trifft, ohne dabei zu berücksichtigen, dass er hierdurch den Zeitaufwand für die anderen Verkehrsteilnehmer erhöht.
Staukosten entstehen durch längere Fahrzeiten (es kommt zu Verspätungen), höhere Betriebskosten (Kraftstoffverbrauch, Abnutzung des Fahrzeugs) oder Unfallkosten. Externe Staukosten wie Unfallkosten entstehen insbesondere bei Verkehrsträgern, „deren Kapazitätsauslastung dezentral von einer Vielzahl unabhängiger Verkehrsteilnehmer bestimmt wird.“ Dies trifft insbesondere auf den Individualverkehr zu.    

## Verkehrsmanagement
Das Verkehrsmanagement hat unter anderem die Aufgabe, den Verkehrsfluss zu optimieren. Dazu stehen ihm unter anderem die Verkehrsüberwachung und die Steuerung der Signalanlagen zur Verfügung.
An Verkehrsampeln kann die Rotphasendauer abhängig gemacht werden von der Verkehrsdichte und der Geschwindigkeit. Elektronische Verkehrszeichen auf Autobahnen können an die aktuelle Verkehrsdichte angepasst werden. Durch Hinweise an den Verkehrsfunk über alternative Wegstrecken können die Verkehrsteilnehmer von Verkehrsstaus ferngehalten werden. 

## Abgrenzung
Nicht zu verwechseln ist die Verkehrsdichte mit der Netzdichte, die das Verhältnis der Verkehrswege (Straßen, Schienen, Wasserstraßen) in das Verhältnis zur Staatsfläche setzt. Eher vergleichbar ist die Netzlast, welche die Auslastung eines Netzwerks kennzeichnet. Die Netzdichte wird in Mobilfunknetzen als Netzabdeckung bezeichnet. Während die Verkehrsdichte die Anzahl der Fahrzeuge pro Kilometer berechnet, ermittelt die Verkehrsstärke die Anzahl der Fahrzeuge pro Stunde.